# Wzgórza Tatura
Wzgórza Tatura (ang. Tatur Hills) – wzgórza w południowej części Wyspy Króla Jerzego, ciągnące się wzdłuż wybrzeży Zatoki Trzech Króli, między Lodowcem Zbyszka na północy a przylądkiem Mersey Spit na południu. U zachodnich podnóży leżą Trzy Stawy.
Wzgórza zostały nazwane na cześć dra Andrzeja Tatura, dyrektora Zakładu Biologii Antarktyki PAN.